# Giải bóng đá trong nhà vô địch quốc gia 2014
Giải futsal Quốc gia 2014 là giải bóng đá futsal do Liên đoàn bóng đá Việt Nam tổ chức lần thứ tám. Thời gian thi đấu giải Futsal toàn quốc năm 2014 từ ngày 02/03 đến 15/03/2014. Địa điểm thi đấu: Nhà thi đấu Thái Sơn Nam Quận 8 Thành phố Hồ Chí Minh và nhà thi đấu Phú Thọ Thành phố Hồ Chí Minh.

## Phương thức thi đấu
Các đội bóng sẽ chia thành 2 bảng A, B thi đấu vòng tròn 1 lượt ở mỗi bảng tính điểm, xếp hạng. Hai đội xếp Nhất và Nhì mỗi bảng sẽ giành quyền vào chơi lượt trận bán kết của giải. Tại lượt trận bán kết, hai đội thua bán kết xếp đồng hạng 3, hai đội thắng bán kết sẽ đá trận chung kết tranh chức vô địch.

## Cách tính điểm, xếp hạng
- Chín đội thi đấu vòng tròn một lượt, tính điểm xếp hạng.
- Cách tính điểm xếp hạng:
  - Đội thắng: 3 điểm
  - Đội hoà: 1 điểm
  - Đội thua: 0 điểm
  - Tính tổng số điểm của các đội đạt được để xếp thứ hạng.
- Nếu có từ hai đội trở lên bằng điểm nhau, trước hết tính kết quả của các trận đấu giữa các đội đó với nhau theo thứ tự:
  - Tổng số điểm.
  - Hiệu số của tổng số bàn thắng trừ tổng số bàn thua.

Đội nào có chỉ số cao hơn sẽ xếp trên.
- Nếu các chỉ số trên bằng nhau, thì tiếp tục xét các chỉ số của toàn bộ các trận đấu trong giải theo thứ tự:
  - Hiệu số của tổng số bàn thắng trừ tổng số bàn thua.
  - Tổng số bàn thắng.

Đội nào có chỉ số cao hơn sẽ xếp trên, nếu vẫn bằng nhau sẽ tổ chức bốc thăm.

## Giải thưởng
Cơ cấu giải thưởng:
- Đội vô địch: Cúp, HCV, bảng danh vị và giải thưởng 30 triệu đồng
- Đội thứ Nhì: HCB, bảng danh vị và giải thưởng 20 triệu đồng
- Đồng hạng Ba: HCĐ, bảng danh vị và giải thưởng 15 triệu đồng
- Đội đoạt giải phong cách: Bảng danh vị, giải thưởng: 10 triệu đồng
- Cầu thủ xuất sắc nhất: Bảng danh vị, giải thưởng 3 triệu đồng
- Cầu thủ ghi nhiều bàn thắng nhất: Bảng danh vị, giải thưởng 5 triệu đồng
- Thủ môn xuất sắc nhất: Bảng danh vị, giải thưởng 3 triệu đồng.
- Tổ trọng tài làm nhiệm vụ trận Chung kết: 3 triệu đồng.[1]

## Vòng Bảng
| GIẢI FUTSAL QUỐC GIA 2014 | GIẢI FUTSAL QUỐC GIA 2014 | GIẢI FUTSAL QUỐC GIA 2014                   | GIẢI FUTSAL QUỐC GIA 2014 |
| ------------------------- | ------------------------- | ------------------------------------------- | ------------------------- |
| Ngày                      | Giờ                       | Đội 1 - Đội 2                               | Tỷ số                     |
| 2/3/2014                  | 13:45                     | Đạt Vĩnh Tiến – Tâm Lan Tây Ninh            | 2-4                       |
| 2/3/2014                  | 16:00                     | Thái Sơn Nam - BV An Phước Bình Thuận       | 7-0                       |
| 3/3/2014                  | 14:00                     | Hải Phương Nam - Kim Toàn Đà Nẵng           | 7-0                       |
| 3/3/2014                  | 16:00                     | Tân Hiệp Hưng – Thái Sơn Bắc                | 3-5                       |
| 4/3/2014                  | 14:00                     | Đạt Vĩnh Tiến – Thái Sơn Nam                | 1-1                       |
| 4/3/2014                  | 16:00                     | Hoàng Thư Đà Nẵng - Sanatech Nha Trang      | 1-5                       |
| 5/3/2014                  | 14:00                     | Tân Hiệp hưng - Kim Toàn Đà Nẵng            | 8-2                       |
| 5/3/2014                  | 16:00                     | Hải Phương Nam – Sana Khánh Hòa             | 2-4                       |
| 6/3/2014                  | 14:00                     | BV An Phước Bình Thuận – Tâm Lan Tây Ninh   | 3-6                       |
| 6/3/2014                  | 16:00                     | Đạt Vĩnh Tiến - Sanatech Nha Trang          | 2-5                       |
| 7/3/2014                  | 14:00                     | Thái Sơn Bắc - Hải Phương Nam               | 4-1                       |
| 7/3/2014                  | 16:00                     | Kim Toàn Đà Nẵng – Sana Khánh Hòa           | 2-5                       |
| 8/3/2014                  | 14:00                     | Sanatech Nha Trang – Thái Sơn Nam           | 2-8                       |
| 8/3/2014                  | 16:00                     | Đạt Vĩnh Tiến - BV An Phước Bình Thuận      | 3-4                       |
| 9/3/2014                  | 14:00                     | Sana Khánh Hòa - Tân Hiệp Hưng              | 5-4                       |
| 9/3/2014                  | 16:00                     | Kim Toàn Đà Nẵng – Thái Sơn Bắc             | 2-5                       |
| 10/3/2014                 | 14:00                     | Sanatech Nha Trang – BV An Phước Bình Thuận | 4-0                       |
| 10/3/2014                 | 16:00                     | Tâm Lan Tây Ninh - Thái Sơn Nam             | 2-7                       |
| 11/3/2014                 | 14:00                     | Sana Khánh Hòa - Thái Sơn Bắc               | 4-4                       |
| 11/3/2014                 | 16:00                     | Hải Phương Nam - Tân Hiệp Hưng              | 3-4                       |

## Bảng xếp hạng
Bảng A
| Thứ hạng | Đội                    | Trận | Thắng | Hòa | Thua | Điểm | Bàn thắng | Bàn bại | Hiệu số |
| 1        | Thái Sơn Nam           | 4    | 3     | 1   | 0    | 10   | 23        | 5       | 18      |
| 2        | Sanatech Khánh Hòa     | 4    | 3     | 0   | 1    | 9    | 16        | 11      | 5       |
| 3        | Tâm Lan Tây Ninh       | 4    | 2     | 0   | 2    | 6    | 18        | 12      | 6       |
| 4        | BV An Phước Bình Thuận | 4    | 1     | 0   | 3    | 3    | 7         | 20      | -13     |
| 5        | Đạt Vĩnh Tiến          | 4    | 0     | 1   | 3    | 1    | 8         | 14      | -6      |

Bảng B
| Thứ hạng | Đội              | Trận | Thắng | Hòa | Thua | Điểm | Bàn thắng | Bàn bại | Hiệu số |
| 1        | Thái Sơn Bắc     | 4    | 3     | 1   | 0    | 10   | 18        | 10      | 8       |
| 2        | Sanna Khánh Hòa  | 4    | 3     | 1   | 0    | 10   | 18        | 12      | 6       |
| 3        | Tân Hiệp Hưng    | 4    | 2     | 0   | 2    | 6    | 19        | 15      | 4       |
| 4        | Hải Phương Nam   | 4    | 1     | 0   | 3    | 3    | 13        | 12      | 1       |
| 5        | Kim Toàn Đà Nẵng | 4    | 0     | 0   | 4    | 0    | 6         | 25      | -19     |

## Vòng bán kết
|  | v          |  |
|  | ---------- |  |
|  | (chi tiết) |  |

|  |       | Luân lưu 11m |
|  | 6 - 5 |              |

|  | v          |  |
|  | ---------- |  |
|  | (chi tiết) |  |

|  |       | Luân lưu 11m |
|  | 2 - 3 |              |

## Trận chung kết
|  | v          |  |
|  | ---------- |  |
|  | (chi tiết) |  |

|  |   | Luân lưu 11m |
|  | ' |              |

## Tổng kết mùa giải
- Vô địch: Thái Sơn Nam – Huy chương vàng và 30 triệu đồng
- Hạng Nhì: Sanatech Khánh Hòa – Huy chương bạc và 20 triệu đồng
- Hạng Ba: Thái Sơn Bắc, Sanna Khánh Hòa – Huy chương đồng và 15 triệu đồng
- Giải phong cách: Sanna Khánh Hòa
- Cầu thủ xuất sắc nhất giải: Nguyễn Bảo Quân (số 10- Thái Sơn Nam)
- Vua phá lưới: Phan Khắc Chí (số 10- Sanna Khánh Hòa) ghi được 9 bàn.
- Thủ môn xuất sắc: Nguyễn Văn Huy (số 1- Thái Sơn Bắc).